# Helmut Thomä
Helmut Thomä (* 6. Mai 1921 in Stuttgart; † 3. August 2013 in Leipzig) war ein deutscher Arzt, Psychoanalytiker und Hochschullehrer. Mit seiner Habilitation 1961 an der Universität Heidelberg erhielt er als erster Deutscher die Venia legendi für Psychosomatische Medizin und Psychoanalyse. Gemeinsam mit Horst Kächele schrieb er ein bedeutendes Lehrbuch der Psychoanalyse.

## Leben
Helmut Thomä kam über Felix Schottländer zur Psychoanalyse. Er wurde 1950 Mitarbeiter von Alexander Mitscherlich an der Psychosomatischen Universitätsklinik in Heidelberg. 1955 ging er mit einem Fulbright-Stipendium für ein Jahr an die Yale-Universität in New Haven (Connecticut). 1962 erhielt Thomä als erster Arzt an einer deutschen Universität die Lehrbefähigung für Psychosomatische Medizin und Psychoanalyse. Seine Habilitationsschrift über Anorexia nervosa beeindruckte durch sorgfältige Darstellung von Krankengeschichten im Kontext mit klinischer Theorie. Wichtige Anregungen erhielt Thomä durch Michael Balint, den er während eines Stipendiums in London traf. Daraufhin begann er mit einer Studie über die Deutungen des Analytikers. Eigene Forschung im größeren Rahmen wurde möglich, als ihn Thure von Uexküll 1967 nach Ulm holte, wo er den Lehrstuhl für Psychotherapie an der Medizinisch-Naturwissenschaftlichen Hochschule Ulm übernahm. Von 1968 bis 1972 war Helmut Thomä Vorsitzender der Deutschen Psychoanalytischen Vereinigung.
In langjähriger Zusammenarbeit mit Horst Kächele, seinem späteren Nachfolger am Ulmer Lehrstuhl, untersuchte Thomä psychotherapeutische Prozesse auf verschiedenen Ebenen. Sein spezielles Interesse galt dabei dem Konsensus-Problem unter Klinikern; zudem auch eine solide wissenschaftstheoretische Fundierung der Psychoanalyse. Nach seiner Emeritierung zog er mit seiner Frau nach Leipzig.
Mit zahlreichen Publikationen erwarben Thomä und Kächele internationales Renommee. Ihr Lehrbuch über die Psychoanalytische Therapie wurde in zehn Sprachen übersetzt. Andererseits provozierte die Ulmer Schule der Psychoanalyse auch den Widerstand einiger Kollegen. Im Paradigma der empirischen Fundierung von Psychoanalyse, im Intersubjektivismus und ihrer Verwissenschaftlichung der Ausbildung sahen manche eine Abwendung vom klassischen Erbe.

## Positionen
„Helmut Thomä – heute [2002] über achtzigjährig – war immer ein Rebell, sensibel, eigenwillig, kantig. Auf seinen frühen Reisen in die anglo-amerikanische Welt kristallisierten sich bei ihm jene Überzeugungen heraus, die dem anfangs eher orthodoxen Psychoanalytiker den Ruf eines Neuerers eintrugen und ihn mit seinem ‚Bruder im Geiste‘ Kächele verbinden. Der spekulativen Metapsychologie stellten die beiden das Postulat einer wissenschaftlichen Untersuchung des psychoanalytischen Prozesses entgegen. Ihr Grundsatz: die Hypothesen der Psychoanalyse müssen sich empirisch bewähren. So nutzte Thomä als einer der ersten Tonbandprotokolle, um die Deutungsarbeit des Therapeuten und ihre Wirkungen auf den Patienten zu überprüfen.“

## Ehrungen
- 2002 Internationaler Sigmund-Freud-Preis für Psychotherapie, Wien
- 2005 Mary Sigourney Award der American Psychoanalytic Association
- 2006 Doctor honoris causa der Universität Leipzig

## Schriften
- Über zwei Fälle von Siderosis Bulbi. 1944 (Dissertation, Universität Tübingen, 1945).
- Anorexia nervosa: Geschichte, Klinik und Theorien der Pubertätsmagersucht. Huber, Bern 1961.
- Schriften zur Praxis der Psychoanalyse: Vom spiegelnden zum aktiven Psychoanalytiker. Suhrkamp, Frankfurt am Main 1981.
- Mit Horst Kächele: Lehrbuch der psychoanalytischen Therapie. 2 Bände. Springer, Berlin 1985/88; 2., überarbeitete Auflage 1996; 3., überarbeitete und aktualisierte Auflage: Psychoanalytische Therapie. 3 Bände. Springer, Heidelberg 2006.
- Hrsg. mit Martin Altmeyer: Die vernetzte Seele: Die intersubjektive Wende in der Psychoanalyse. Klett-Cotta, Stuttgart 2006; 2. Auflage 2010.